# ليون داي
ليون داي (بالصينية: 戴立忍) هو مخرج وممثل تايواني، ولد في 27 يوليو 1966 بكاوهسيونغ في تايوان. من الجوائز التي نالها جائزة الحصان الذهبي لأفضل مخرج ‏ سنة 2009.

## جوائز
- جائزة الحصان الذهبي لأفضل مخرج [الإنجليزية]‏ (2009)

## وصلات خارجية
- ليون داي على موقع IMDb (الإنجليزية)
- ليون داي على موقع ألو سيني (الفرنسية)
- ليون داي على موقع أول موفي (الإنجليزية)
- ليون داي على موقع قاعدة بيانات الفيلم (الإنجليزية)
- ليون داي على موقع كينوبويسك (الروسية)